# Grimace’s Birthday
Grimace’s Birthday (с англ. — «День рождения Гри́мейса») — браузерная независимая компьютерная игра в жанре платформера, разработанная американской командой разработчиков Krool Toys и выпущенная компанией McDonald’s в июне 2023 года. Игра была выпущена в качестве промоакции к коктейлю «Grimace Shake» и использует программное обеспечение, имитирующее игру на Game Boy Color. Хотя игра не выпускалась на физических носителях и на Game Boy, файлы Grimace’s Birthday совместимы с аппаратным обеспечением консоли. Grimace’s Birthday получила положительный отклик от критиков и игроков, отмечавших неожиданную тематику, формат рекламной игры и сильное сходство визуального оформления с играми Game Boy. Однако они подвергли критике короткую продолжительность игры.

## Игровой процесс

Скриншот игрового процесса Grimace’s Birthday

Grimace’s Birthday представляет собой платформер в виде сайд-скроллера, поделённый на четыре двухэтапных уровня. Главным героем является один из маскотов McDonald’s — Гри́мейс, празднующий День рождения. На первом этапе уровня Гримейс под управлением игрока катается на скейтборде и выполняет различные трюки, а во втором свободно передвигается по платформам. Гримейс обладает способностью надувать пузыри, благодаря чему он может ненадолго парить в воздухе. На каждом уровне есть лимит по времени, а за победу над противниками и выполнение трюков игрок получает очки опыта. Во всех уровнях игрок может собрать сорок коктейлей «Grimace Shake», которые дают дополнительные очки. После завершения уровня игрок может пройти бонусную мини-игру, в которой Гримейсу необходимо задуть свечки на праздничном торте. Помимо основного сюжетного режима, в Grimace’s Birthday есть два дополнительных режима: в «Score Attack» игрок должен набрать как можно больше очков за отведённое время, а в «Freeskate» игрок свободно перемещается по уровням без ограничений по времени.

## Сюжет
У Гримейса день рождения, и он планирует организовать вечеринку в McDonald’s. Однако его друзья, Бёрди, Гамбурглар и Макнаггеты (англ. McNugget Buddies), пропали. Цель Гримейса — найти своих друзей до полуночи и устроить вечеринку. Со временем герой находит Гамбурглара, который ворует бургеры. Бёрди оказывается запутанной в телефонных проводах. Гримейс понимает, что она вместе с Макнаггетами готовила для него ему сюрприз. Вместе со своими друзьями Гримейс возвращается в ресторан, где задувает свечи на торте и называет этот день «лучшим днём рождения в своей жизни».

## Разработка и выход
Grimace’s Birthday была разработана по заказу Wieden+Kennedy от имени McDonald’s, разработчиком выступила независимая американская команда Krool Toys, основанная Стефаном Коэном и Тиа Чинаи. Игра задумывалась как реклама напитка «Grimace Shake», который выдавался с лимитированным набором «Grimace Birthday Meal». В пресс-релизе ресторана утверждалось, что целью промоакции было «отдать дань уважения детским воспоминаниям в McDonald’s через маркетинг, в котором пересекаются «чувство ностальгии и культура». Игра не выпускалась на физических носителях, но стала первой с 1993 года рекламной игрой от McDonald’s, воспроизводимой на консоли — до этого на Sega Mega Drive выходила McDonald’s Treasure Land Adventure.
Геймдизайном занимался Том Локвуд, а программистом выступил Брайан Тейлор. В разработке использовался движок GB Studio, позволяющий создавать ПЗУ, совместимое с аппаратным обеспечением Game Boy. Разработка Grimace’s Birthday заняла около семи недель. У создателей были сжатые сроки, поскольку выход игры должен был совпасть с запуском других рекламных акций к коктейлю. Выпуск игры состоялся 12 июня 2023 года на веб-сайте разработчика. Она официально не выходила на консолях, однако пользователи смогли портировать её на Game Boy.

## Восприятие
Эндрю Лишевски из сайта Gizmodo назвал Grimace’s Birthday «удивительно цельным платформером», а Зои Хэндли из Destructoid — «действительно хорошей игрой». Она похвалила разнообразие игровых режимов, но в то же время отметила короткую продолжительность игры. Мариэлла Мун из Engadget отметила, что игра неплохо работает на компьютере, и добавила, что ей было тяжело справляться с управлением и преодолевать препятствия.
Критики отмечали сходство Grimace’s Birthday с играми на Game Boy Color. Келси Рейнор из VG247 заметила, что создатели обращали «большое внимание на ретро-игры», похвалив «настоящую страсть и старания» при разработке. Эндрю Каннингем из Ars Technica назвал пиксельную графику «несомненно великолепной». Эшли Бардхан из Kotaku описала дизайн официального сайта игры как «часть идеальной интернет-капсулы из 2000-х годов».